# Хофман, Ханс-Йоахим
Ханс-Йоа́хим Хо́фман (нем. Hans-Joachim Hoffmann; 10 октября 1929, Бунцлау — 19 июля 1994, Берлин) — министр культуры ГДР.

## Биография
Ханс-Йоахим Хофман выучился на электромонтёра и работал по профессии в 1945—1948 годах. В 1945 году он вступил в КПГ, после объединения КПГ И СДПГ в 1946 году стал членом СЕПГ. С 1948 года занимал различные должности в ССНМ и СЕПГ на районном и окружном уровне, в частности работал на посту первого секретаря районного комитета в Лейпциге, секретаря по агитации и пропаганде в окружной организации Лейпцига и в лейпцигском горкоме СЕПГ. В 1953—1955 годах обучался в высшей партийной школе, затем работал в районном комитете СЕПГ в Эйленбурге и в окружном комитете в Лейпциге.
В 1971—1973 годах Хофман заведовал отделом культуры при ЦК СЕПГ и в 1973—1989 годах занимал пост министра культуры ГДР, сменив на этой должности Клауса Гизи. В 1976 году он был принят в члены ЦК СЕПГ и был избран депутатом Народной палаты ГДР. В ноябре 1989 года подал в отставку вместе с кабинетом Вилли Штофа. В 1974 году Хофман был награждён орденом «За заслуги перед Отечеством». В Совете министров ГДР Хофман прослыл «либералом». На время его пребывания в должности министра культуры ГДР пришёлся пик эмиграции из страны деятелей культуры, недовольных отсутствием свободы слова. В июне 1988 года в интервью, опубликованном в журнале «Театр сегодня» открыто поддержал курс перестройки в СССР, за что был вызван на ковёр к ответственному секретарю ЦК СЕПГ и члену Политбюро Курту Хагеру. Хофман не дал себя запугать, хотя и испытывал серьёзные проблемы со здоровьем. С этого времени его телефонные переговоры прослушивались, но он демонстративно продолжал защищать деятелей искусства в ГДР.